# Démarrage sur le réseau
Le démarrage sur le réseau (network booting ou netboot en anglais) est le processus de démarrage d'un ordinateur à partir d'un réseau informatique plutôt qu'à partir d'un disque local. Cette méthode de démarrage peut être utilisée par les routeurs, clients légers (appelés diskless) et tout ordinateur géré de manière centralisée, tel que les ordinateurs publics des bibliothèques ou des écoles. Le démarrage sur réseau est souvent réalisé dans le but de centraliser la gestion des données en un endroit. Il peut aussi être utilisé dans l'informatique en grappe, dont les postes membres peuvent ne pas avoir de disque local.

## Poste de travail sans disque
Un poste de travail (ordinateur personnel ou station graphique) est dit "sans disque" quand il ne possède pas de stockage de masse qui lui soit attribué en propre. Il démarre donc en appelant son système d'exploitation, avec ou sans sélection préalable, depuis un serveur disque. Il doit juste posséder en mémoire morte le peu de code permettant la découverte de ce disque et le chargement du code destiné à ce poste précis ou à un ensemble de postes tous démarrés avec le même code (seule l'adresse réseau du poste lui étant propre. Elle lui est affectée par le serveur au moment du boot, par exemple avec le protocole bootp,).
On nomme client hybride un nœud dont exécutant certaines applications sur son disque local et d'autres à distance. C'est souvent le cas des clients légers.
Les clients sans disque diminuent aussi bien les coûts d'achat de chaque poste que ses coûts de fonctionnement et en particulier de maintenance système (une seule image système est mise à jour pour tous les clients de la même catégorie). Dans les années 1990 où les disques, tous magnétiques rotatifs, étaient bruyants, ils offraient un fonctionnement plus silencieux ainsi qu'une gestion centrale des logiciels offrant en même temps l'absence de souci (côté utilisateur) d'un mainframe et celui des interfaces graphiques.
Cette configuration est répandue dans les universités, autres établissements d'enseignement, et entreprises. Les applications, stockées à distance, sont bien entendu exécutées localement, afin que chaque utilisateur utilise son propre processeur.